# Okapi
Okapien (Okapia johnstoni) er et pattedyr. 
På trods af, at den visuelt er nærmest sammenlignelig med zebraen, er okapien af giraf-familien, der sammen med giraffen udgør familien giraffer. Okapien er den eneste art i slægten Okapia. Den når en længde på 2-2,2 m med en hale på 30–42 cm og vejer 200–250 kg. Den er 1,5–2 m høj til skulderen. Hunnen er lidt større end hannen. Den lever i det centrale Afrikas regnskove, Nærmere bestemt Ituri-skovene som ligger i den nordøstlige del af Demokratiske Republik Congo. Føden er planteføde.
Hunnen er drægtig i 425 til 491 dage, hvorefter hun føder én unge.
Okapien blev først opdaget af videnskaben omkring år 1900, og det er meget sent for så stort et dyr. Grunden kan være, at den er meget sky. Okapien og giraffen bruger begge deres lange tunge til at hive blade af tornede træer. Men som det ofte er tilfældet blandt dyr der er beslægtede, så er den af dem der lever i regnskoven mindre end den der lever i mere åbne områder.

## Etymologi
Slægtsnavnet Okapia stammer fra det lokale sprog Lese Karo som kalder arten:o'api, selve artsepitetet, johnstoni, er opkaldt efter sir Harry Johnston, som organiserede ekspeditionen som først fangede et eksemplar af arten, for nærmere efterforskning fra Ituri-skoven i Demokratiske Republik Congo. 
Selve kaldenavnet "okapi" er en blanding af to ord i det lokale Lese-sprog. Oka er et verbum som betyder at skære og Kpi er et ord der refererer til det mønster der dannes på Efe-pile, når man dekorerer disse ved at rulle bark omkring dem, hvorefter man fører dem gennem ild, og således brændemærker pilen. Striberne på benene af okapien er næsten identiske med dette mønster. Lesefolkets legender siger, at okapien selv dekorerer sig med disse striber.

## Karakteristik og adfærd
Okapier er mørke, med tydelige horisontale hvide striber på for- og bagbenene. Dette gør, at mange fra afstand forveksler dem med zebraen. Disse markeringer er praktiske, når føllene følger deres mødre gennem den tætte regnskov, men de fungerer også som camouflage.
Kropsformen er ganske lig giraffens, bortset fra, at okapiens hals er meget kortere. Begge arter har meget lange (ca. 30 cm), fleksible, blå tunger som de benytter til at plukke blade fra træer.
 Okapiens tunge er tilstrækkelig lang til, at den kan vaske sine øjenlåg og den er en af de få pattedyr, som kan rense sine egne ører.
Handyrene har korte horn, såkaldte "ossicones". De har store ører, som gør det muligt for dem at opdage deres største fjende, leoparden.
Okapier bliver mellem 1,9 og 2,5 m høje med en skulderhøjde på mellem 1,5 og 2,0 m. Deres haler er mellem 30 og 42 cm. Vægten ligger mellem 200 og 250 kg.
Okapier er ikke flokdyr og mødes derfor kun sjældent for at parre sig.
Okapier følger veltrådte stier gennem skoven i deres jagt efter føde. De lever alene eller mor og deres kalv sammen. De har et territorium på adskillige kvadratkilometer, og det formodes at der lever ca 0,6 okapi pr. km².
Hannernes territorier er generelt en smule større en hunnernes. De er ikke sociale individer og foretrækker at leve langt fra hinanden. Dette udgør et stort problem, for antallet af okapier falder, når skovområdet bliver mindre. 
Okapier har adskillige metoder hvorved de kommunikerer deres territorium; dette inkluderer duftkirtler på hver fod, som efterlader en tjæreagtig substans, der signalerer deres nærvær. Yderligere afmærkes også med urin. Hanner beskytter deres territorium, men vil tillade hunner at passere gennem det.
Okapier foretrækker at leve 500 til 1.000 meter over havets overflade, men de er set i højder over 1.000 meter i de østlige, mere bjergrige områder af regnskoven. Hvor langt okapien bevæger sig, begrænses af de høje bjergrige egne mod øst, de lave sumplignende områder i vest, savannerne i Sahel/Sudan nord for regnskoven og de åbne skove sydpå. Okapien er mest almindelig i områderne der kaldes Wamba og Epulu.

## Diæt
Okapier spiser blade og knopper, græs, bregner, frugt, og svampe. Mange af de plantearter som det vides at okapien spiser, er giftige for mennesker.
Undersøgelser af okapiens afføring har afsløret, at kul fra træer som er nedbrændt efter lynnedslag ligeledes er blevet fortæret. Ved at observere okapien i sine rette omgivelser, har man fundet, at okapiens mineral- og saltbehov primært dækkes ved at indtage svovlholdigt, lettere salt, rødt ler som findes nær floder og vandløb.

## Historie
Okapien var kendt af de tidlige egyptere. Kort tid efter dens opdagelse i 1901 af europæere, fandt man et graveret billede af dyret i Egypten. I adskillige år havde europæere i Afrika hørt om dyret, der blev kaldt 'den afrikanske enhjørning'.
I sine rejsenotater fra Congo nævnte Henry Morton Stanley en slags æsel, som de lokale kaldte 'atti'. Denne blev af lærde sidenhen identificeret som okapien. Opdagelsesrejsende kan have set et glimt af dyret i regnskoven, dette ledte til spekulationer om hvorvidt okapien var en form for regnskovs-zebra.
Da den britiske guvernør i Uganda, sir Harry Johnston, opdagede at adskillige pygmæ-indbyggere fra Congo var ved at blive bortført af en tysker, med henblik på udstillinger i Europa, reddede han dem, og lovede at returnere dem til deres oprindelige hjem. De taknemmelige pygmæer gav til gengæld Johnston en viden om dyret som blev nævnt i Stanleys bog. Johnston undrede sig over de okapi-spor, de lokale viste ham, idet han havde ventet sig at se hov-spor fra en form for skov-levende hest, i stedet så han spor fra et klov-fodet dyr.
På trods af, at Johnston ikke selv så en okapi, så lykkedes det ham at sikre sig stykker af stribet skind, og senere et kranie. Ud fra dette kranie blev okapien således, korrekt, klassificeret som tilhørende i giraf-familien, og i 1902 fik den således den officielle betegnelse Okapia johnstoni.
Det første levende eksemplar i Europa ankom i Antwerpen in 1918. Den første okapi som ankom i Nordamerika kom til Bronx Zoo, via Antwerpen, i 1937. Den første okapi født i fangenskab var i Brookfield Zoo i Illinois, USA, som nu leder 'the Okapi Species Survival Plan for the Association of Zoos and Aquariums (AZA).' et projekt der skal forhindre, at okapien uddør.
Okapien er nu et rimeligt almindeligt dyr i verdens zoologiske haver, primært i Nordamerika og Europa. Umiddelbart efter opdagelsen i 1901 forsøgte zoologiske haver verden over at indfange og hjembringe okapier direkte fra junglen, dette gjorde et kraftigt indhug på antallet af vildtlevende dyr, de fleste af disse indfangede dyr døde grundet de lange tog- og bådrejser. I de seneste år har det vist sig, at transport via fly er den bedste løsning.
Alle disse historier og legender har givet okapien status som en form for virkeligt fabeldyr, og var nok forblevet mythologisk såfremt ingen levende dyr var blevet fanget. I denne forbindelse er den derfor blevet benyttet af cryptozoologer til at underbygge påstande om, at også andre mythologiske dyr kan være baserede på virkelige dyr, endnu ikke dokumenterede af videnskaben, således er den blevet adopteret som symbol af den Internationale forening for Cryptozoologi.
Ironisk nok, selvom okapien var ukendt af den vestlige verden indtil det 20. århundrede, har den været tydeligt afbildet i næsten 2.500 år på facaden af Apadanatemplet ved Persepolis, her vises den som en gave fra den etiopiske delegation til det achæmenidiske rige.

## Status
På trods af, at okapien ikke er klassificeret som en truet dyreart, er bestanden alligevel truet af blandt andet skovfældninger og krybskytter. Verdens bestand af okapier er formodet til 10.000–20.000. Der arbejdes i Congo på at bevare bestanden, dette blandt andet via undersøgelser af adfærd, levevis mm. Arbejdet førte i 1992 til dannelsen af the Okapi Wildlife Reserve. 
Det primære avlscenter Epulu Arkiveret 24. oktober 2007 hos  Wayback Machine, i hjertet af reservatet, styres af 'the Congolese Institute for Nature Conservation' (ICCN Arkiveret 15. september 2008 hos  Wayback Machine) i samarbejde med Gillman International Conservation (GIC), som modtager støtte fra bl.a.UNESCO, the Frankfurt Zoological Society and WildlifeDirect såvel som fra zoologiske haver over hele verden. Foreningen 'The Wildlife Conservation Society' deltager også aktivt i 'the Okapi Wildlife Reserve.'
8. juni 2006 rapporterede videnskabsmænd om synlige spor af overlevende okapier i Congos Virunga-nationalpark. Dette er den første officielle rapport af okapier set i naturen siden 1959, næsten et halvt århundrede efter.
Den 27. september 2006 blev en okapi ved navn Sauda (betyder "mørk skønhed" på swahili) født i Brookfield Zoo i den amerikanske stat Illinois.

## Eksterne links
- Okapi Reserve Arkiveret 19. november 2007 hos  Wayback Machine

### Baggrund
- BBC – Science & Nature – Wildfacts – Okapi
- Antelope Specialist Group (1996). Okapia johnstoni. 2006. IUCN's rødliste over truede arter. IUCN 2006. www.iucnredlist.org. Hentet 11. maj 2006.
- Grzimek's Animal Life Encyclopedia. Vol 15: Mammals IV, p. 400.

### Nyheder
- Rare Okapi Sighted in Eastern Congo Park (WWF Press Release)
- Rare giraffe-like animal spotted (BBC News)
- Okapi born at Illinois zoo
- Zoo announces birth of rare, endangered okapi

| Dyr | Spire Denne artikel om dyr er en spire som bør udbygges. Du er velkommen til at hjælpe Wikipedia ved at udvide den. |